# Nagadeba polia
Nagadeba polia là một loài bướm đêm trong họ Noctuidae.